# BK Viktoria Saratov
Basketbolnyj kloeb Viktoria Saratov (Russisch: Баскетбольный клуб Виктория Саратов) is een damesbasketbalteam uit Saratov, Rusland.

## Geschiedenis
Het team van Viktoria maakte haar debuut in het damesbasketbalkampioenschap van Rusland in het seizoen 1994/95 opgericht op basis van studentenbasketbal in Saratov. Van 2002 tot 2006 speelde het team om het Landskampioenschap van Rusland (divisie B). Ze worden twee keer tweede in 2002 en 2003. Van 2006 tot 2016 speelde het team om het Landskampioenschap van Rusland (divisie C). Ze worden derde in 2014 en tweede in 2015. Financiering voor de club komt voornamelijk op de regionale en gemeentelijke begrotingen, in de regel is het team gebaseerd op jonge leerlingen van de plaatselijke sportschool, die trainen aan de Saratov-universiteiten.
In 2012 was er een schandaal vanwege het feit dat de belangrijkste basketbalspelers en hoofdcoach Svetlana Vasilyeva brieven schreven over het vertrek van hun team vanwege maandenlange geen salaris ontvangen te hebben. Daarna werd Viktoria omgevormd tot Viktoria Saratov. Maar de geldproblemen verdwenen niet bij het team. Gedurende het seizoen 2013/14 betaalde Viktoria Saratov een deel van de bijdrage aan de RFB om deel te mogen nemen aan het Russische kampioenschap.
In september 2016 ging de club om financiële redenen voor een drastische verjonging van de samenstelling van het team. Ze weigerde om de thuiswedstrijd in de 1/16 finale van de Russische beker met Ladoga Sint-Petersburg te spelen en trok de aanvraag voor deelname aan Superleague in. Sinds het seizoen 2016/17 speelt Viktoria Saratov in de Student Basketball Association.

## Erelijst
- Landskampioen Rusland: (divisie B)
  - Tweede: 2002, 2003

- Landskampioen Rusland: (divisie C)
  - Tweede: 2015
  - Derde: 2014

## Bekende (oud)-spelers
- Jelena Vorozjtsova

## Bekende (oud)-coaches
- Svetlana Vasilyeva
- Ilja Goesev
- Vasili Siver